# Tobed
Tobed – gmina w Hiszpanii, w prowincji Saragossa, w Aragonii, o powierzchni 32,39 km². W 2011 roku gmina liczyła 230 mieszkańców.